# Friedrich-Glauser-Preis

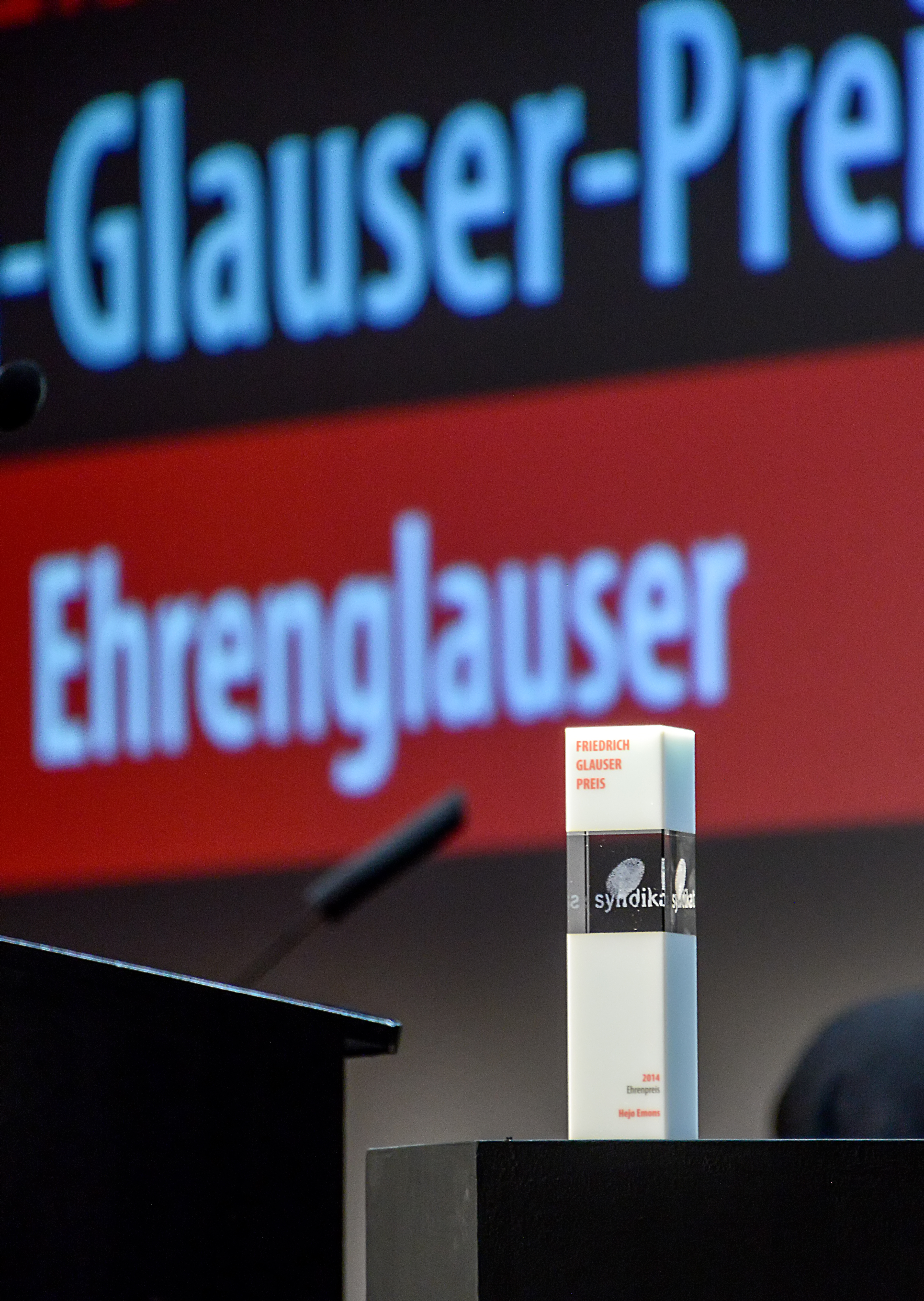
Hederspriset år 2014.

Friedrich-Glauser-Preis är ett tyskt författarpris som utdelas årligen av den tyska författarföreningen Das Syndikat till årets bästa tyskspråkiga kriminalroman. Det är uppkallat efter den schweiziske författaren Friedrich Glauser som anses vara den första som skrev deckare på tyska.
Glauserpriset, som delades ut första gången år 1987 till den schweiziska författaren Sam Jaun, delas ut på den årliga bokmässan Criminale. På mässan delas även ett hederspris ut för arbete inom branschen samt sedan 2020 ett debutantpris och ett pris för bästa kriminalnovell. Prisbeloppet är 5 000 euro och debutantpriset 1 000 euro.

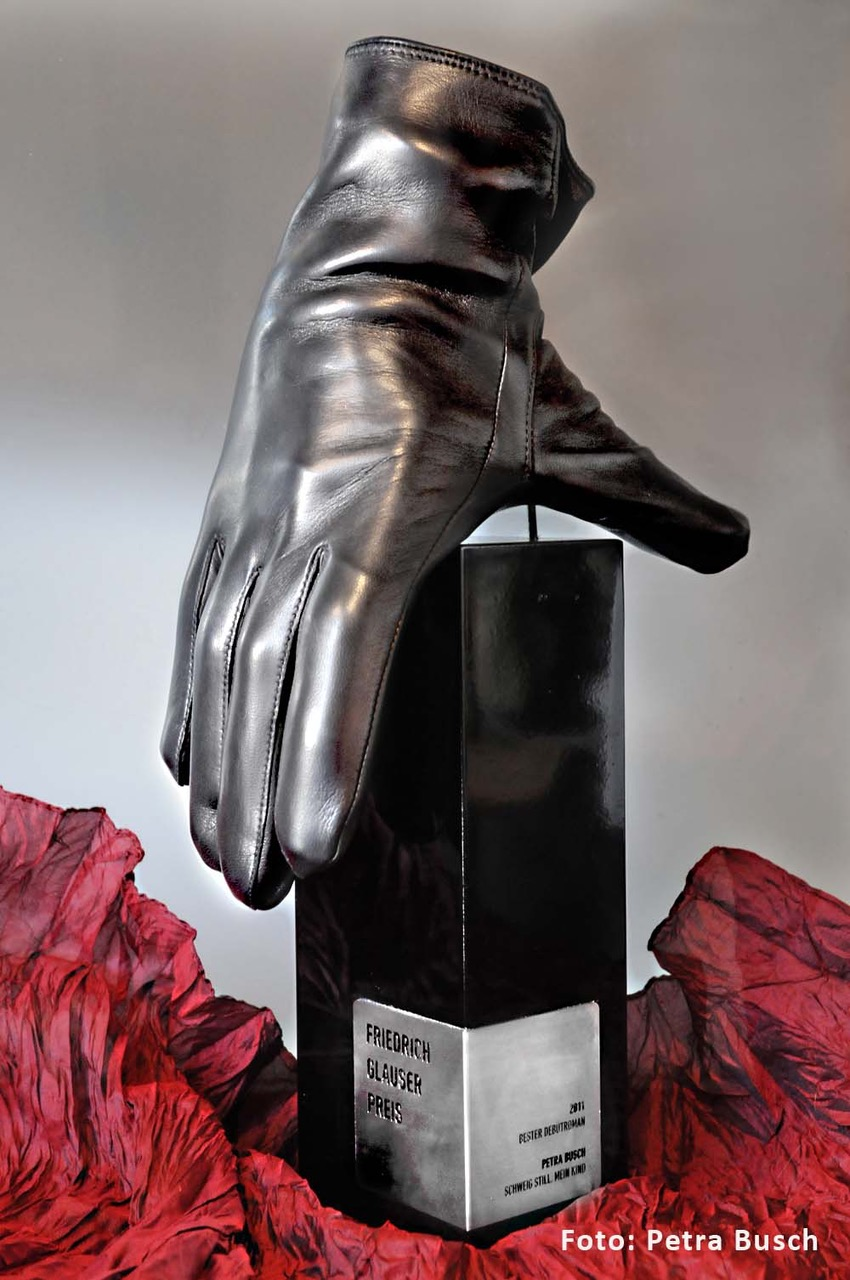
Debutantpriset tilldelades Petra Busch år 2013.

Mellan 2000 och 2019 delades även priset, Hansjörg-Martin-Preis, (uppkallat efter författaren med samma namn) ut på mässan för bästa barn- och ungdomsdeckare. Från 2020 har priset ersatts av två separata pris. 